# 慈 (仏教)
慈（じ、巴: mettā [メッター]、梵: maitrī [マイトリー]、英: loving-kindness）とは、仏教の概念で人々（生きとし生けるもの）に深い友愛の心、慈（いつく）しみの心を持つこと。また、それらに楽を与えたいという心を持つこと。「抜苦与楽」の「与楽」に相当する。慈愛（じあい）とも訳される。
四無量心（四梵住）としてまとめられる4つ徳目「慈・悲・喜・捨」（じ・ひ・き・しゃ）の最初の1つ。

## 慈愛の瞑想
慈愛（mettā, メッター）に満ちた思いを思念することで、慈を育てることができる。これは禅定（巴: jhāna）の一種であるという。慈はウィパッサナーの基礎であり、慈を持たなければウィパッサナーを実践することはできないとされる。